# Mouscardès
Mouscardès település Franciaországban, Landes megyében. Lakosainak száma 268 fő (2022. január 1.). Mouscardès Estibeaux, Habas, Ossages, Pomarez és Tilh községekkel határos.

## Népesség
A település népességének változása:
| Lakosok száma | 244  | 224  | 218  | 261  | 237  | 253  | 268  | 270  | 269  | 268  |
|               | 1968 | 1982 | 1990 | 2006 | 2013 | 2015 | 2017 | 2019 | 2020 | 2022 |